# Colorimetro Digitale
Colorimetro Digitale (Digital Color Meter fino a macOS Catalina) è un'applicazione di genere utilità sviluppata dalla Apple Inc. presente nel sistema operativo macOS. Essa serve per misurare e riportare il valore dei colori dei pixel sullo schermo di un computer Macintosh.

## Funzionalità
Digital Color Meter si presenta come una singola finestra dove a sinistra è mostrata in pixel la parte di schermo attorno al cursore del mouse, con accanto un'altra finestra, di dimensioni minori, in cui viene mostrato l'esatto colore del pixel.
È possibile ingrandire o rimpicciolire l'apertura (che di default è 1 pixel).
Il colore del pixel indicato dal cursore è visualizzato come RGB, P3, sRGB, RGB generico, RGB Adobe o L*a*b. È anche possibile visualizzare il risultato in valori decimali, esadecimali o in percentuale.
È inoltre possibile bloccare la vista del cursore su un determinato pixel.